# 東予地方

東予地方の県内位置図（■:市 / ■:町）
拡大表示（SVGファイル対応ブラウザのみ）

東予地方（とうよちほう）とは、愛媛県の東部を指す。愛媛県（伊予国）は大きく東部・中部（中予地方）・南部（南予地方）に分かれており、そのうち東部に当たる。四国中央市・新居浜市・西条市・今治市・越智郡（上島町）の4市1町。計量特定市が2市（新居浜市・今治市）存在する地域である。圏域人口は約46万人。
愛媛県内を3つの地域で呼ぶ場合、また天気予報では、東予・中予・南予の順で呼ばれることが多い。

## 概要
燧灘と石鎚山系に挟まれ、かつ瀬戸内海に面していることから海運・造船業が、さらに昭和期に埋立造成された海浜工業団地を中心に製造業が発達し、十万人規模の都市となって東西に連続している。今治港、東予港、西条港、新居浜港、三島川之江港と、海岸線に沿って港湾が連続しているのも特徴である。
関西とは東予港から大阪南港への航路輸送が好調であり、中国地方（特に備後地方）とはしまなみ海道で繋がっており、物流は主に東予から中予・南予地方へと送られる。
選挙区は、愛媛2区に属する（中選挙区制では旧愛媛2区であった）。

### 産業と課題
東予地方全体での工業生産額は2兆円を越え、愛媛県全体の73%を占めている（2004年現在）。東予地方内の各地方における代表的な産業は以下の通り。
- 宇摩地方 - 静岡県に次いで製紙工業が盛んである。製紙工業独特の異臭公害があり改善が求められる。
- 新居浜地方 - かつては別子銅山で栄え、住友グループの化学・非鉄金属や製鉄工業が集中している。人口密度が東予地方最大のわりに、市内の道路網が狭隘かつ脆弱なため東西交通を中心に渋滞が激しい。新居浜バイパスの開通による発展が期待される。
- 西条地方 - 新居浜市、東予新産業都市の開発拠点として、西日本最大の臨海工業団地の建設により工場が集積している。
- 今治地方 - 造船・タオル製造が日本一で、今治タオルで知られる。高速道路網では地域住民の反対からしまなみ海道と松山自動車道が接続されておらず全通時期は未定である。

### 地方局再編
東予地方には、今治地方局と西条地方局があったが、再編により西条地方局を東予地方局とし、今治地方局は東予地方局の支局となった。再編案は2007年8月に公表され、同年9月に愛媛県議会へ提案、翌2008年4月から実施された。再編の理由は、今治地方局の管轄が1市1町しかないこと、西条地方局の管轄区域が3市ありかつ人口も多いこと、今治地方局と西条地方局を一体的に見ると、西条地方局が中央に位置することによる。

### 観光
豊かな自然が多く残されており、四国三大祭りの新居浜太鼓祭りや西条まつりなど、全国的に有名な郷土芸能も盛んである。
- 新居浜市 - 旧別子銅山跡や南嶺部を「別子はな街道」として、四国中央市や高知県・徳島県と一体的な観光開発を目指している。四国三大祭りの新居浜太鼓祭りの太鼓台が常設展示されるあかがねミュージアムもオープンした。
- 今治市 - しまなみ海道や多島美を生かした観光、しまなみ海道に併設された自転車道を活用した体験型観光に力を入れている。

2019年4月20日から11月24日まで、西条市・新居浜市・四国中央市で地域振興イベント「えひめさんさん物語」が開催された。

### 気質
東予地方の気質は、利にさとく目端が利き商人向きとされる。昔は「伊予商人の歩いた後には草も生えない」と言われた。月賦の発案者は桜井漆器の商人であるといわれる（「桜井」は現在の今治市南部の地名）。また、こつこつと工夫するためものづくりにも向いている。

## 構成自治体
| 自治体名   | 郡名   | 面積 (km2)  | 人口（人） | 人口密度 （人/km2） | 備考 |
| ---------- | ------ | ----------- | ---------- | ------------------- | ---- |
| 西条市     | -      | 510.04km2   | 99,906人   | 196人/km2           |      |
| 四国中央市 | -      | 421.24km2   | 77,792人   | 185人/km2           |      |
| 今治市     | -      | 419.21km2   | 142,368人  | 340人/km2           |      |
| 新居浜市   | -      | 234.47km2   | 110,391人  | 471人/km2           |      |
| 上島町     | 越智郡 | 30.38km2    | 5,969人    | 196人/km2           |      |
| 合計       |        | 1,615.34km2 | 436,426人  | 270人/km2           |      |

（データ出典）
- 愛媛県『愛媛県推計人口及び人口動態』（推計人口、2025年2月1日現在：データ解説参照）。
- 国土地理院『全国都道府県市区町村別面積調』（データ解説参照）。